# Oudhoogduits

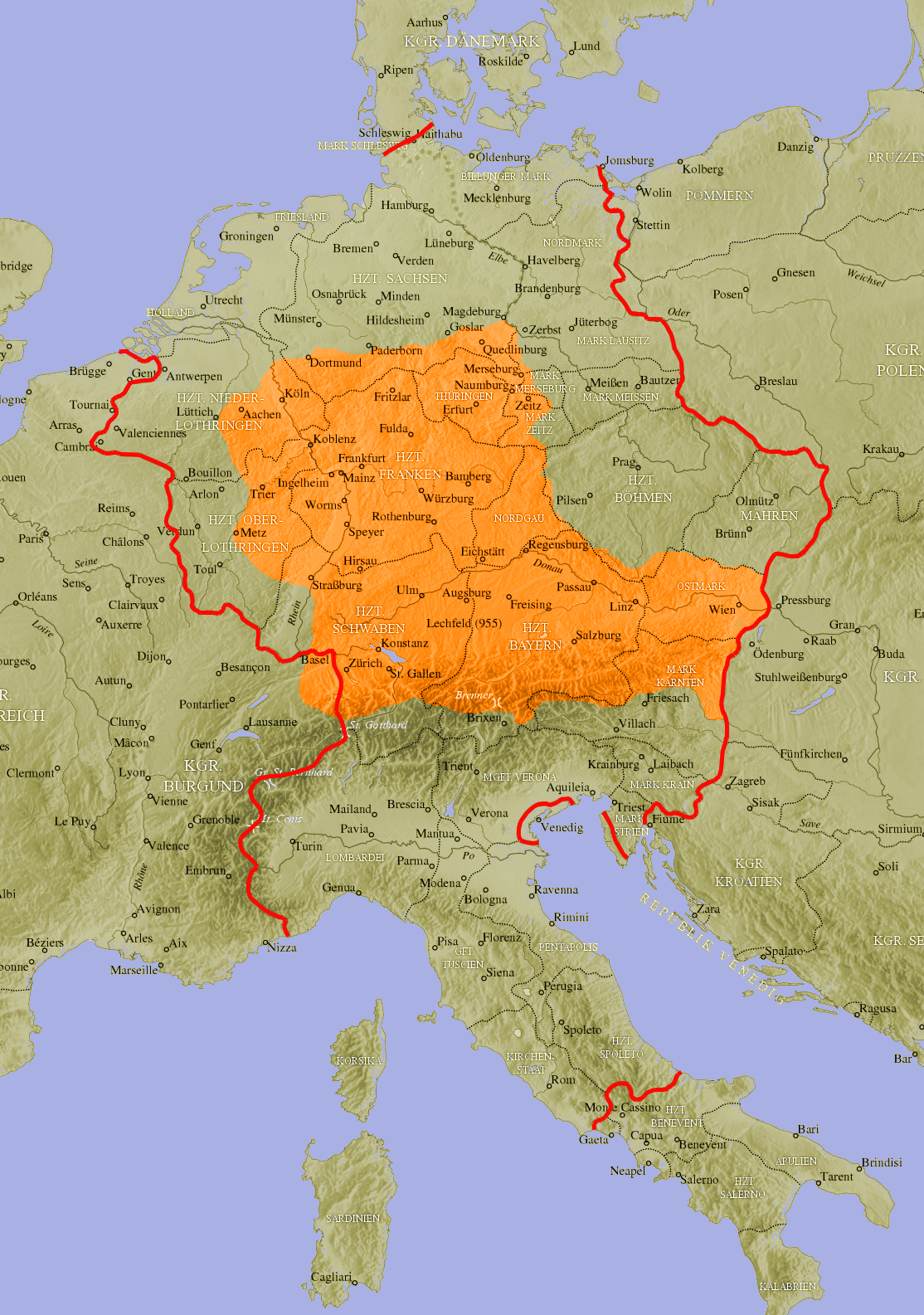
Het late Oudhoogduitse spraakgebied (ca. 950) binnen het Heilige Roomse Rijk.

Het Oudhoogduits is een taal die van ongeveer de 6e eeuw tot 1050 gesproken werd. Het was de voorloper van het Middelhoogduits.

## Fonologie
De letterkundige overblijfselen uit deze tijd zijn gering in aantal. Uit hun taal is op te maken, dat woorden veel klankrijker waren, doordat de lettergrepen van verbuiging, vervoeging en afleiding een veel duidelijkere klank hadden.
Het Oudhoogduits kenmerkt zich voornamelijk door de Tweede Germaanse klankverschuiving, een vorm van lenitie die al rond 500 moet hebben plaatsgehad. Hierdoor verschilt het medeklinkersysteem van het moderne Hoogduits aanzienlijk van die van de andere West-Germaanse talen, niet alleen van de Frankische en Noordzeegermaanse talen en dialecten maar zelfs van het Nederduits. Op grammaticaal vlak heeft het Hoogduits veel meer met deze talen gemeen.
Verder vond halverwege de 11e eeuw een grootschalige klinkerreductie in onbeklemtoonde lettergrepen plaats, die de overgang naar het Middelhoogduits kenmerkt:
| Oudhoogduits | Middelhoogduits | Nederlands |
| mahhōn       | machen          | maken      |
| taga         | tage            | dagen      |
| demu         | dem(e)          | naar de    |

## Uitbreiding Hoogduitse woordenschat
Er ontstond ook een heel nieuwe woordenschat als gevolg van de kerstening; men had nieuwe woorden nodig om de christelijke gedachtewereld te kunnen verklaren en te beschrijven. Deze gedachtewereld was voor de heidense Germanen nieuw en vreemd. Daarom probeerde men met vertrouwde woorden onbekende en abstracte begrippen van het christelijke geloof uit te drukken. Verscheidene Germaanse woorden kregen dus een nieuwe betekenis.
Bijvoorbeeld:
- hella ‘hel’: refereerde oorspronkelijk naar het Germaanse dodenrijk

Er werden ook nieuwe samenstellingen gevormd (vaak in overeenstemming met de Latijnse tegenhanger). Dit wordt ook weleens leenvertaling genoemd.
Bijvoorbeeld:
- giwizzanī ‘geweten’ - in het Latijn cōnscientia, letterlijk ‘medeweten’
- heilagtuom, heiligtuom - in het Latijn sanctuarium

Vaak nam men de Latijnse woorden ook gewoon over.
Bijvoorbeeld:
- bābes ‘paus’, ontleend aan een vergriekste Latijnse vorm *papes, ontleend aan Middelgrieks papâs
- piligrīm ‘pelgrim’, ontleend aan Latijn pelegrīnus
- krūzi, kriuze ‘kruis’, ontleend aan Latijn crucem

Naast de nieuwe woordenschat, verdwijnen ook heel wat Oudgermaanse woorden, vooral woorden die met het heidense geloof samenhangen:
- alah ‘tempel’
- zebar ‘offerdier’; wel nog bewaard in het Duitse woord voor ongedierte: Ungeziefer

## Overlevering
Over het gesproken Oudhoogduits is er een beetje bekend, dankzij twee kleine boekjes: de Kasseler Glossen (uit de 9de eeuw) en het Parijse gespreksboekje (Pariser Gesprächsbüchlein; uit de 10e eeuw). De Kasseler Glossen waren waarschijnlijk een soort vertaalboekje voor het alledaagse leven, geschikt voor Romaanssprekende buitenlanders.
Ter illustratie twee regels uit het Hildebrandslied:
Ik gihôrta / dat seggen / dat sih urhêttun aênon muotîn / Hiltibrant enti Hadubrant / unter heriun tuêm.

Vertaling in het Nieuwhoogduits: Ich hörte das sagen / dass herausfordernd sich trafen / Hildebrand und Hadubrand / zwischen zwei Heeren.
Dit heldendicht en enige bezweringsformules, bijvoorbeeld om een wond of beenkwetsuur te genezen, zijn een schat aan informatie over het Oudhoogduits. Een uitzonderlijk voorbeeld is het tweetal bezweringen dat bekend staat als de Merseburger toverspreuken.
Het Hildebrandslied, dat rond 770 ontstaan is, is het enige heldenlied in het Duits dat nog bewaard is. Het oudste exemplaar dat we er nog van hebben, is rond 810 ontstaan in Fulda. Het einde is helaas verloren gegaan, zodat we niet weten hoe het gevecht tussen Hadubrant en zijn vader eindigt.
De teksten hebben het zogenaamde stafrijm of alliteratie (zoals de gecursiveerde klanken hierboven) en moeten ritmisch worden gelezen, waarbij de lange regel in twee niet altijd gelijke helften wordt verdeeld (zie de schuine strepen).
Waar dichters zelfstandig konden werken, pasten ze deze oude techniek nog toe, zoals in de Heliand, een lang gedicht over het leven van Christus in een Oudsaksisch dialect.
Maar door het vertalen uit kerkelijke boeken ontstond enerzijds een proza: ordevoorschriften, gebeden, zoals het Onze Vader, kerkelijke diensten, psalmen en biechten, anderzijds een nieuwe
vers-techniek.
Een monnik, Otfried von Weißenburg (9de eeuw) heeft door zijn kundige vertaling van verschillende gedeelten uit de evangeliën de aanzet te geven tot de eindrijmtechniek in het Oudhoogduits. Hij verdeelde de lange versregel in twee ongeveer gelijke helften, waarvan de laatste lettergrepen op elkaar rijmden.
Voorbeeld uit Christus aan het kruis:
Muater sin thiu guata thiz allaz scowota
theso selbun quisti thio ruarun iro brusti
Vertaling in modern Hoogduits:
Seine mutter, die gute, schaute dies alles,
Diese Martern die ihr Brust (Herz) rührten...
Dit werd het voorbeeld van de middeleeuwse rijmtechniek genoemd, die in de grote ridderverhalen werd toegepast.